# 佐久間信貞
佐久間 信貞（さくま のぶさだ）は、江戸時代前期の旗本。

## 人物
桜田の館において徳川家宣に仕え、小姓組を勤めた。宝永元年（1704年）、家宣の西の丸入りに従い、12月12日に西の丸焼火間番に列せられ、蔵米250俵を賜った。
宝永6年（1709年）10月29日、大番に転任。享保9年（1724年）11月15日にはさらに新番に転任。寛保元年（1741年）3月16日、老齢を理由に新番を辞し、小普請となった。このとき慰労として黄金2枚を賜った。
寛保2年（1742年）10月2日、死去。享年71。